# Hørup Sogn
Hørup Sogn (deutsch: Hörup; Sønderjysk bzw. Alsisk: Hørop) ist eine Kirchspielsgemeinde (dän.: Sogn)  in Nordschleswig im südlichen Dänemark. Bis 1970 gehörte sie zur Harde Als Sønder Herred im damaligen Aabenraa-Sønderborg Amt, danach zur Sydals Kommune im damaligen Sønderjyllands Amt, die im Zuge der Kommunalreform zum 1. Januar 2007 in der „neuen“  Sønderborg Kommune in der Region Syddanmark aufgegangen ist.
Im Kirchspiel leben 3396 Einwohner, davon 2706 in Høruphav und 250 im Kirchdorf Kirke Hørup (Stand:1. Januar 2023).